# Johanna Braddy
Johanna Braddy Elizabeth (nascida em 30 de agosto de 1987) é uma atriz americana de cinema e televisão, mais conhecida por ser a personagem coadjuvante Jenny Matrix em Video Game High School, Jordan Reed na série de televisão "Greek" na ABC Family e a personagem Shelby Wyatt em Quantico.

## Estilo de vida
Braddy nasceu Johanna Braddy Elizabeth em Atlanta, Geórgia, a filha de Jo Bethra de música pré-escolar e uma vocalista, e Steve Braddy, um engenheiro. Braddy tem um irmão, Cole Braddy, que é oito anos mais jovem do que ela. Braddy participou da McIntosh High School, em Peachtree City, Georgia e formou-se em 2005, Braddy também foi a capitã do seu time de escola de dança. Ela era um membro ativo do programa de McIntosh Drama sob a direção de Stephen Buckner.

## Carreira de atriz
Braddy fez estreia no cinema no filme Pop Rocks interpretando Olivia Harden. Sua estreia na televisão foi em "Avatar: The Last Airbender interpretando a Princesa Yue e sendo uma personagem principal/secundária. Braddy ainda está trabalhando em dois filmes: Prostituta, e American Primitive. Braddy está atualmente filmando o seu papel de prostituta. Braddy já fez papéis como o Surf's Up, Broken Bridges, Home of the Giants, The Oaks, e muitos mais filmes e séries de televisão, incluindo seu papel atual em ZBZ Jordão.

## Aparição em vídeos musicais
Braddy desempenhou o papel de "Chloe" no vídeo de The Summer Set com músicas de The Boys You Do (voltar para você).

## Filmografia
| Ano  | Título                | Papel             | Notas      |
| ---- | --------------------- | ----------------- | ---------- |
| 2011 | Paranormal Activity 3 | Lisa              |            |
| 2010 | Easy A                | Melody Bostic     |            |
| 2009 | Hurt                  | Lenore Coltrane   | Completado |
| 2009 | The Grudge 3          | Lisa              |            |
| 2008 | Whore                 | Margot            |            |
| 2008 | American Primitive    | Lucy Carmichael   |            |
| 2007 | Penny Dreadful        | Willa Fowler      |            |
| 2007 | Home of the Giants    | Freshman          |            |
| 2007 | Surf's Up             | Additional Voices | Dubladora  |
| 2006 | Broken Bridges        | Kayla Chartwell   |            |
| 2004 | Pop Rocks             | Olivia Harden     | Televisão  |

## Carreira naTelevisão
| Ano       | Título                     | Personagem                    | Notas        |
| --------- | -------------------------- | ----------------------------- | ------------ |
| 2015      | Quantico                   | Shelby Wyatt                  | Principal    |
| 2015      | Unreal                     | Anna Martin                   | Principal    |
| 2012      | Video Game High School     | Jenny Matrix                  | Principal    |
| 2011      | Criminal Minds             | Tammy Bradstone               | 1 episodio   |
| 2010      | Detroit 1-8-7              | Elizabeth Fadden              | 1 episódio   |
| 2009      | Lie to Me                  | Jacquelin Mathews             | 1 episódio   |
| 2009      | Greek                      | Jordan                        | 10 episódios |
| 2009      | Southland                  | Olivia Sherman                | 2 episódios  |
| 2008      | The Oaks                   | Young Jessica                 | 1 episódio   |
| 2007      | Samantha Who?              | Teenage Samantha              | 1 episódio   |
| 2007      | The Riches                 | Tammy Simms                   | 6 episódios  |
| 2007      | Cold Case                  | Hilary West - 1964            | 1 episódio   |
| 2007      | Drake & Josh               | Emily (Participação Especial) | 1 episódio   |
| 2005-2007 | Avatar: The Last Airbender | Princess Yue                  | 6 episódios  |
| 2005      | Surface                    | Lisa                          | 1 episódio   |